# Lucas Lovat
Lucas Lovat (Florianópolis, 15 gennaio 1997) è un calciatore brasiliano, difensore del Goiás in prestito dall'Achmat Groznyj.

## Carriera
Ha giocato nella massima serie dei campionati brasiliano, slovacco e russo.

## Palmarès

### Club

#### Competizioni nazionali
- Coppa del Brasile: 1

Grêmio: 2016
- Coppa di Slovacchia: 2

Spartak Trnava: 2018-2019
Slovan Bratislava: 2020-2021
- Campionato slovacco: 3

Slovan Bratislava: 2020-2021, 2021-2022, 2022-2023